# 로드리고 로페스

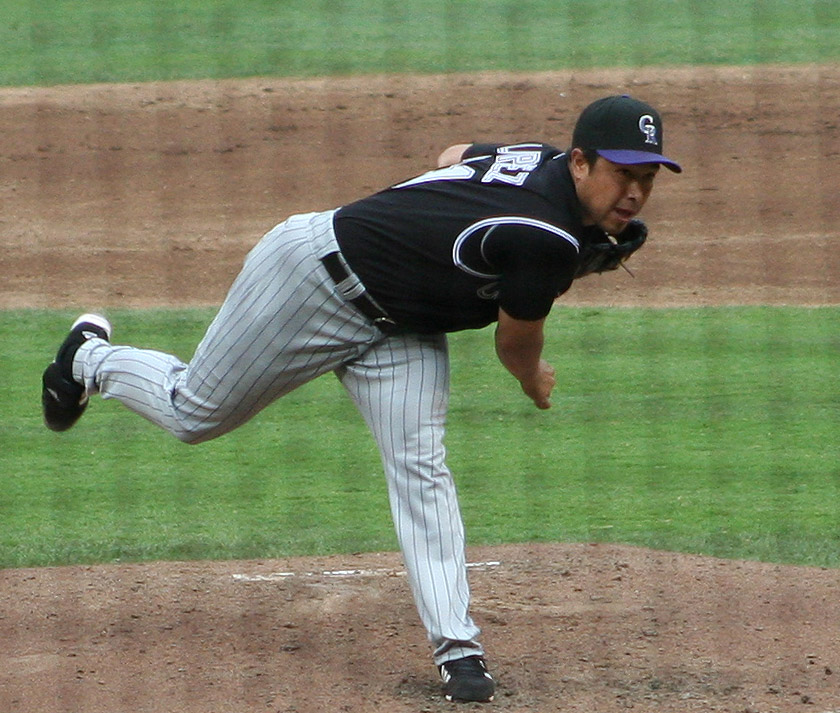
로드리고 로페스

로드리고 무뇨스 로페스(Rodrigo Muñoz López, 1975년 12월 14일 ~ )은 미국 메이저 리그 베이스볼 시카고 컵스의 투수이다. 멕시코 출신인 그는 볼티모어 오리올스 이적 첫 해인 2002년 15승 9패의 성적을 올렸다. 2006년 월드 베이스볼 클래식에 멕시코 국가 대표로 참가하였다.